# 메이 링 수
메이 링 수(May Ling Su, 1973년 ~ )는 필리핀의 포르노 배우이다. 마닐라 아테네오 대학교 예술과를 졸업했으며 1996년에는 포르노 영화에 데뷔했다. 2010년에는 자신의 월경혈로 만든 미술 작품을 모은 책인 온 마이 피리어드(On My Period)를 출간했다.